# Arameiska-Syrianska Botkyrka Idrottsförening
O Arameiska/Syrianska Botkyrka Idrottsföreningen, ou simplesmente Syrianska Botkyrka IF, é um clube de futebol da Suécia fundado em 3 de dezembro de 1980. Sua sede fica localizada em Estocolmo.